# Глусберг, Самуэль
Самуэ́ль Глу́сберг (рожд. Шмил (Самуил Бенционович) Глузбарг (Глузберг); исп. Samuel Glusberg; 1898, Кишинёв, Бессарабская губерния — 23 октября 1987, Буэнос-Айрес) — аргентинский и чилийский писатель и издатель. Писал под псевдонимом «Энрике Эспиноса» (исп. Enrique Espinoza).

## Биография
Легендарный южноамериканский издатель Самуэль Глусберг родился в 1898 году в Кишинёве. В семье росло шестеро детей. В 1905 году вместе с семьёй уехал в Аргентину и поселился в городке Ломас-де-Самора в провинции Буэнос-Айрес. Разговорным языком в семье был идиш, испанский язык он выучил в школе. Отец умер в 1914 году от туберкулёза. Учился в частной еврейской школе, затем в государственном Colegio Normal, где серьёзно изучал классическую музыку. Увлекался русской литературой, поэзией Генриха Гейне и философией Баруха Спинозы, из сочетание имён которых и появился литературный псевдоним Глусберга «Энрике Эспиноса». Близко подружился с литераторами Орасио Кирогой (1878—1937) и Леопольдо Лугонесом (1874—1938), с которыми сотрудничал в последующие годы.
В 1919 году в Буэнос-Айресе начал издавать свой первый литературный журнал «Cuadernos America» (Американские дневники), а уже через два года, в 1921 году основал знаменитый аргентинский литературный журнал «Babel» (Вавилон), revista de arte y critica, который выходил с перерывами на протяжении последующих тридцати лет (1921—1960). С этим журналом сотрудничали не только цвет аргентинской литературы этого периода, но и известные литераторы соседних южноамериканских стран, многие дебютировали в этом издании, уругвайские поэты Орасио Кирога и будущий нобелевский лауреат Габриела Мистраль (1889—1957) были постоянными сотрудниками издания. Хотя «Вавилон» ориентировался прежде всего на поэзию, в нём печатались и философы — латиноамериканские марксисты, как например друг Глусберга перуанский марксист Хосе Карлос Мариатеги (1894—1930) и поселившийся в Мексике Виктор Серж (В. Л. Кибальчич), а также европейские литераторы Ханна Арендт, Альбер Камю, Томас Манн и другие. Несколько позже Глусберг основал и издательство с тем же названием для публикации авторов журнала в книжной форме. В этом издательстве вышли и книги рассказов из еврейской жизни самого Глусберга, все под псевдонимом «Энрике Эспиноса», включая «La levita gris» (Серое пальто, 1924) и «Ruth y Noemi» (1934).
В 1923 году Глусберг воссоздал журнал «Martin Fierro», редактором которого стал Evar Mendes. Журнал выходил на протяжении четырёх лет и объединил таких литераторов как Оливерио Хирондо (1891—1967), Маседонио Фернандес (1874—1952), Леопольдо Маречаль (1900—1970), Карлос М. Грюнберг (1898—1968), Хакобо Фихман (1898—1970) и Хорхе-Луис Борхес (1899—1986). Глусберг также создал и редактировал журнал еврейских штудий «Origenes» (Истоки) и журнал «La vida literaria» (1928—1931), вместе с Леопольдо Лугонесом основал Общество Писателей Аргентины. Однако в январе 1935 года Глусберг перебрался в Сантьяго (Чили), где обосновалась часть его семьи ещё в начале века при переезде из Кишинёва. Здесь он сразу же основал литературный журнал «SECH» (revista del sociedad de escritores de Chile, 1936—1939) при университете Чили — официальный орган Общества Писателей Чили, а в 1939 году перевёл из Буэнос-Айреса в Сантьяго журнал «Вавилон» и приобрёл под него издательство «Nasciemento». В Чили вышли книги рассказов и эссеистики Глусберга «De un lado y otro» (По ту сторону и по эту, 1935), «Compañeros de viaje» (Попутчики, 1937), «Chicos de España» (1938), «Gajes del oficio» (1968), «Consciencia histórica» (Историческая совесть, 1973) и другие. Глусберг издавал на испанском языке работы Льва Троцкого, книги Пабло Неруды в годы опалы и многих других известных авторов. В конце 1970-х годов Самуэл Глусберг вернулся в Буэнос-Айрес, где умер 23 октября 1987 года.

## Книги Самуэля Глусберга
- La levita gris (Серое пальто), Babel: Буэнос-Айрес, 1924.
- Ruth y Noemi (Рут и Ноэми), Babel: Буэнос-Айрес, 1934.
- De un lado y otro (По ту сторону и по эту), Ediciones Universitaria: Сантьяго, 1935.
- Compañeros de viaje (Попутчики), Nascimento: Сантьяго, 1937.
- Chicos de España (Парни из Испании), Nascimento: Сантьяго, 1938.
- Gajes del oficio, Ediciones Universitaria: Сантьяго, 1968 (переиздано в расширенном издании — Gajes del oficio: nueva molienda, Ediciones del Pegreso: Буэнос-Айрес, 1976).
- Conciencia histórica: pensamiento y accion (Историческая совесть), Ediciones Andres Bello: Сантьяго, 1972.